# Sterictopsis argyraspis
Sterictopsis argyraspis är en fjärilsart som beskrevs av Oswald Beltram Lower 1893. Sterictopsis argyraspis ingår i släktet Sterictopsis och familjen mätare. Inga underarter finns listade i Catalogue of Life.

## Bildgalleri

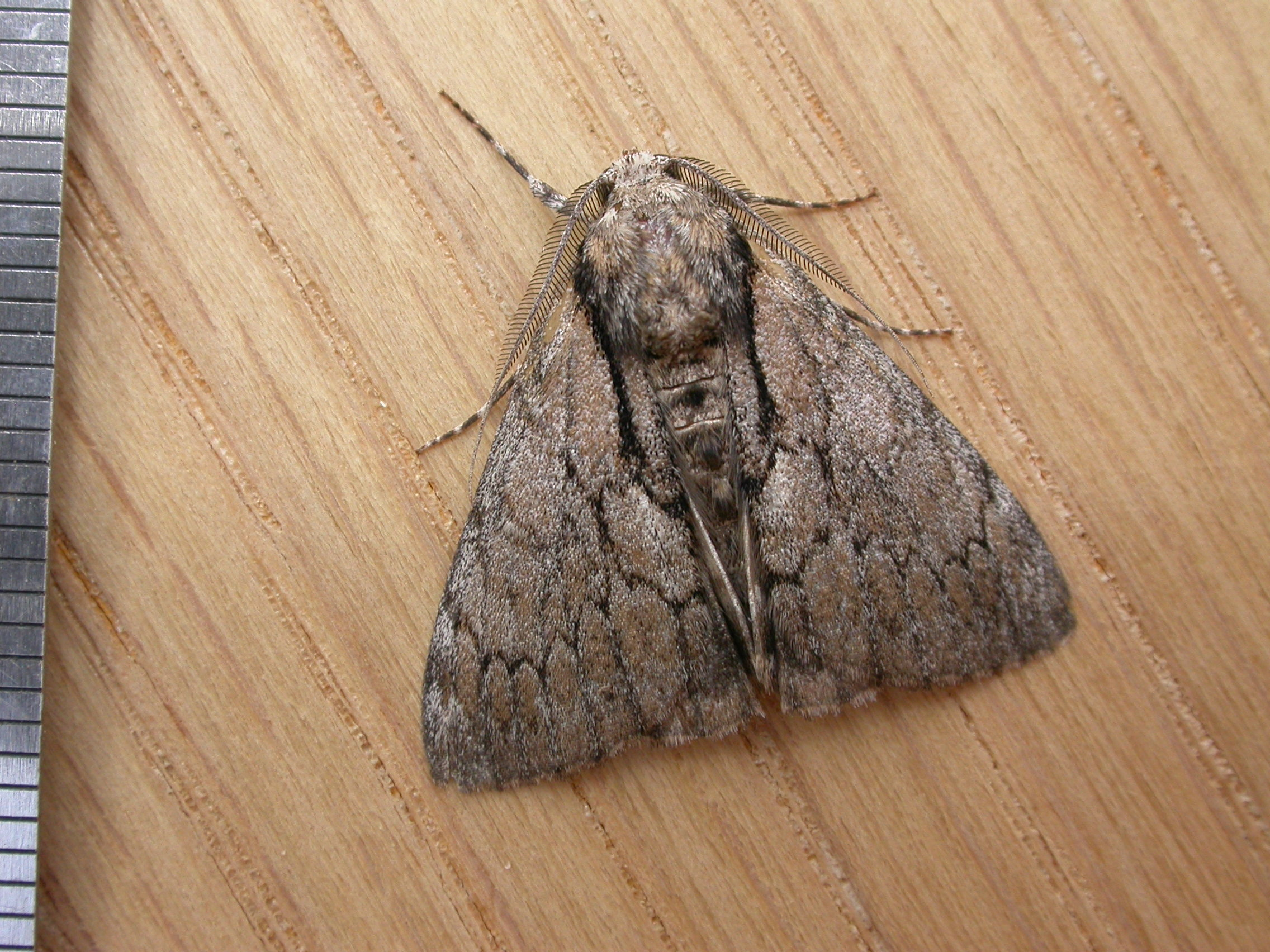
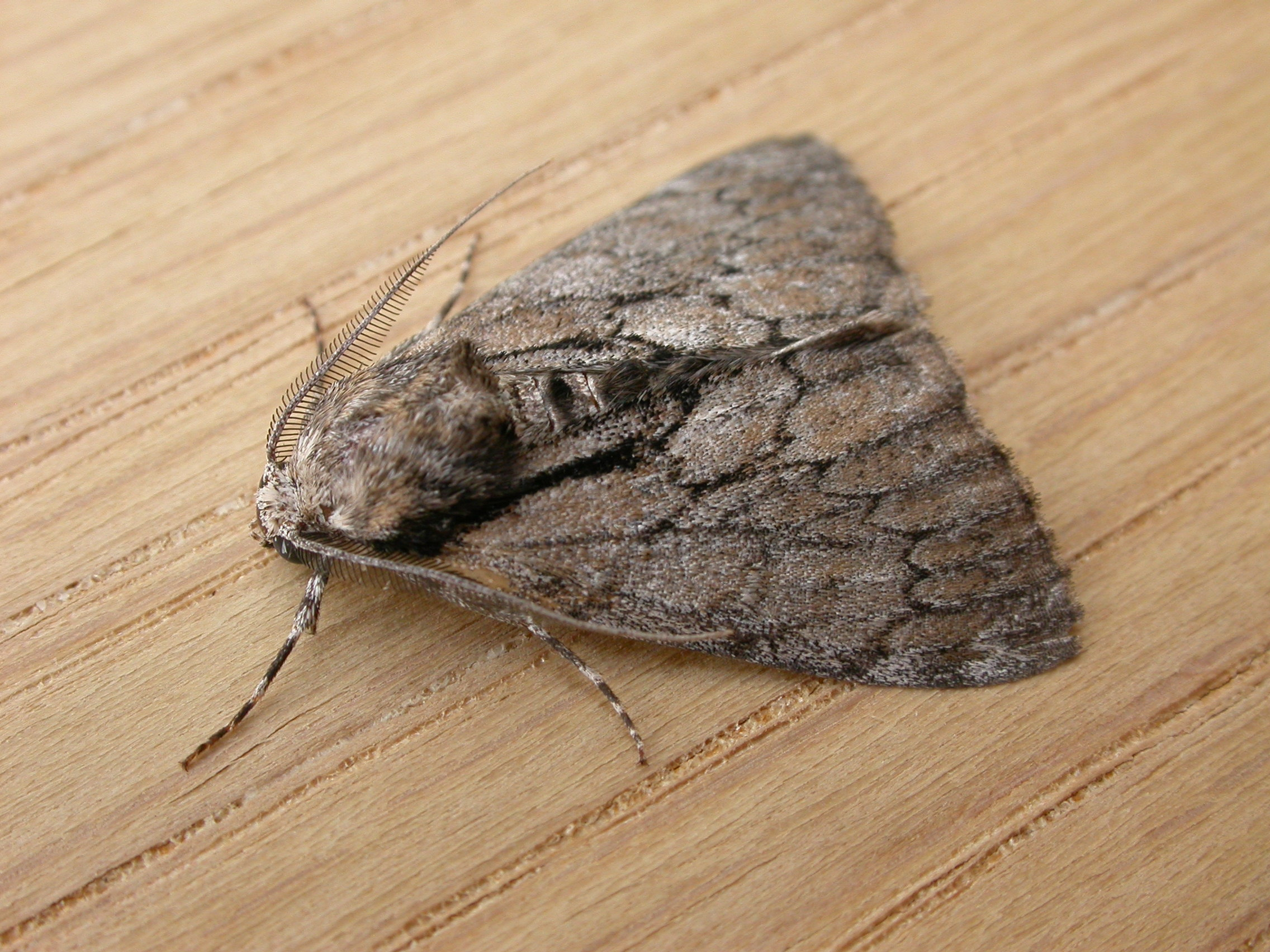
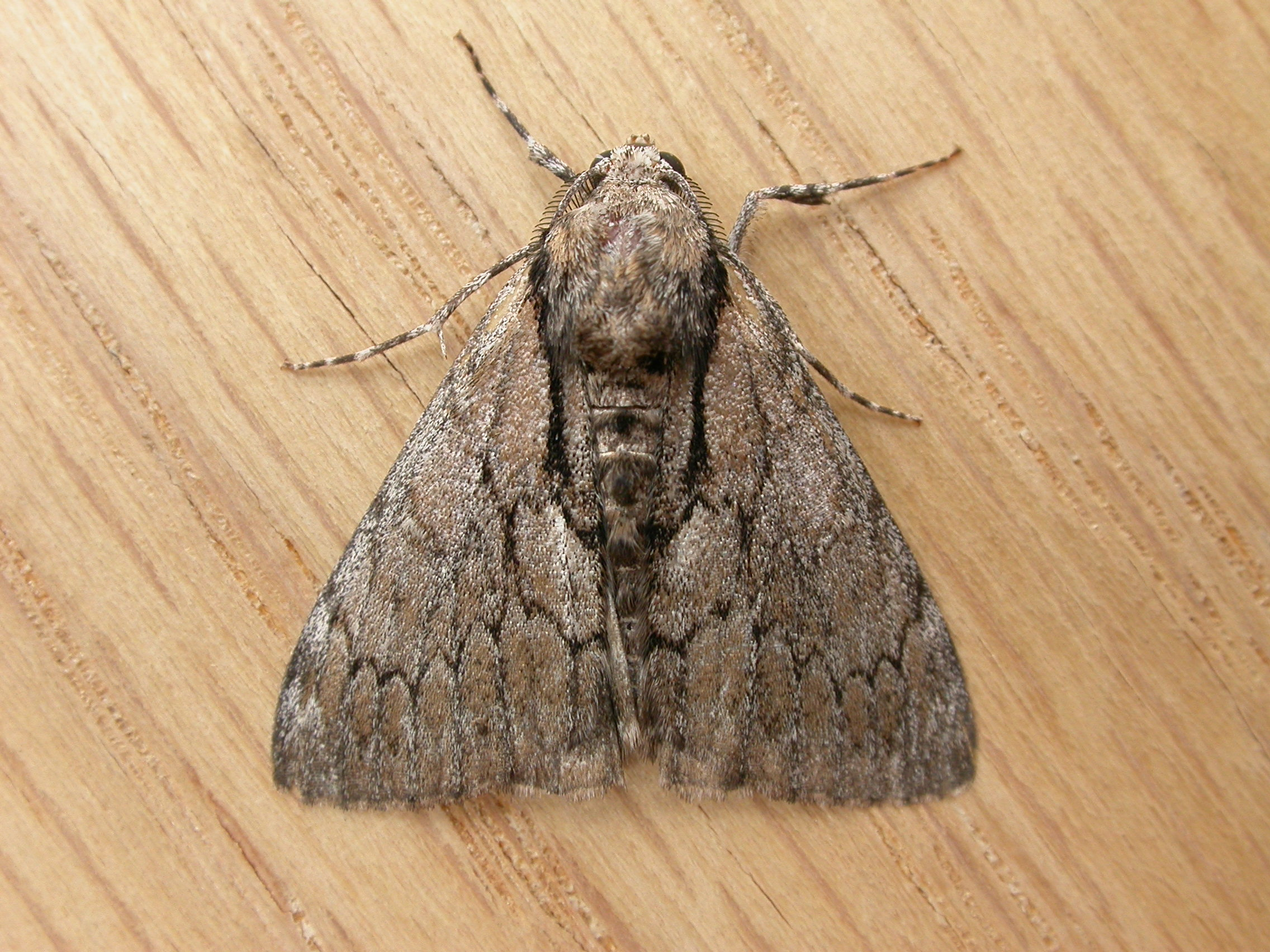
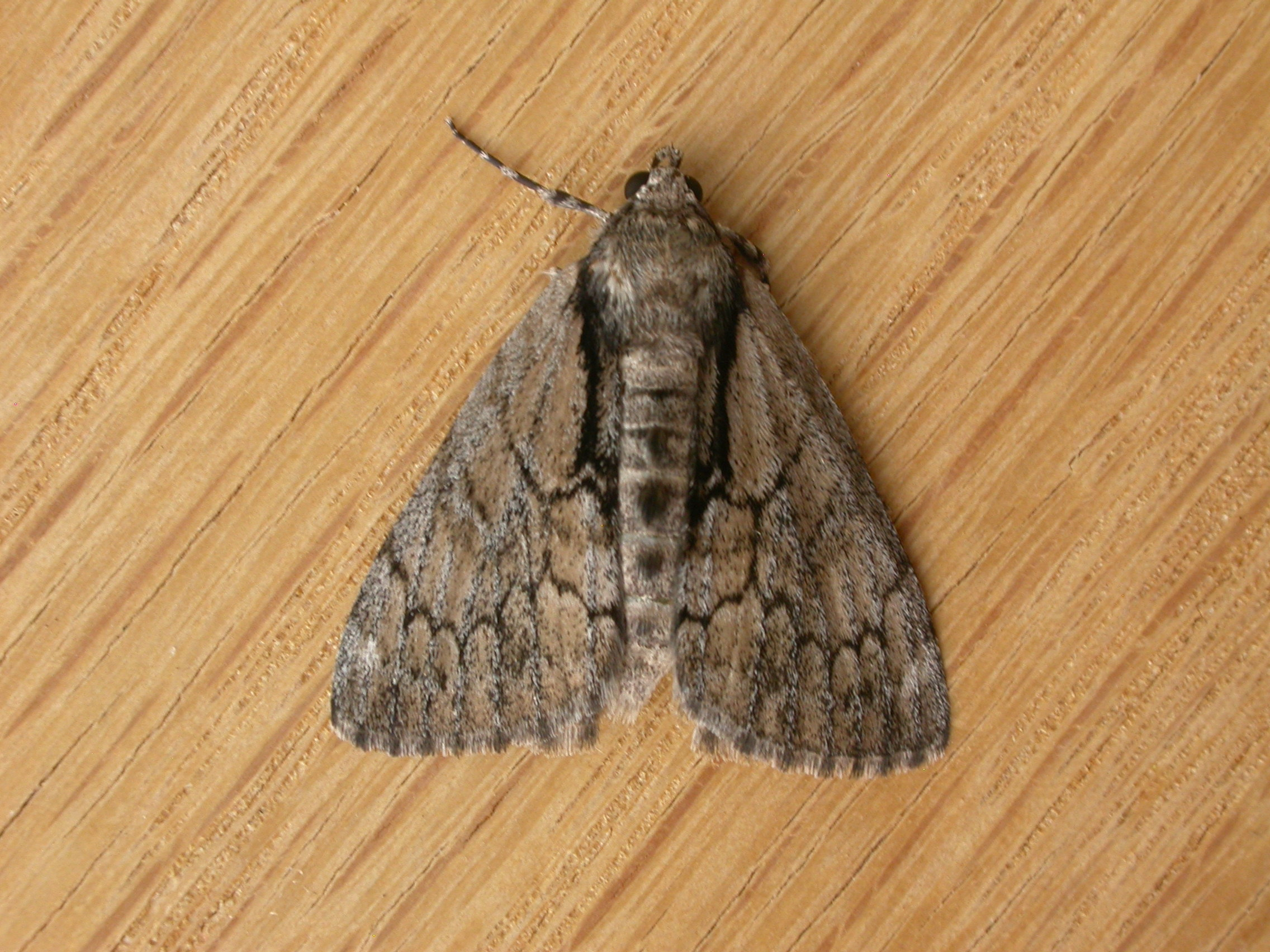